# Ларция (майка на Плавция Ургуланила)
Вижте пояснителната страница за други личности с името Ларция.
Ларция (на латински: Larcia; Lartia) е знатна римлянка от род Ларции.

## Биография
Нейният род е от етруски произход. Потомка е на легендарните братя Спурий Ларций (консул 506 и 490 пр.н.е.) и Тит Ларций Флав (римски консул 501 и 498 пр.н.е. и първият диктатор на Римската република от 501 пр.н.е.).
Тя е съпруга на римския сенатор и генерал Марк Плавций Силван, син на Ургулания, близка приятелка на Ливия, съпругата на император Август и майка на Тиберий. Съпругът ѝ е консул 2 пр.н.е., проконсул на Азия през 4 г., през 6/7 г. легат на провинция Галация и Памфилия в Мала Азия. Той умира след 9 г. С него тя има две деца:
- Марк Плавций Силван, претор през 24 г., самоубил се, след като убил жена си
- Плавция Ургуланила, през 15 г. става съпруга на император Клавдий, с когото има две деца.